# مارا سانتوس
مارا سانتوس (بالإسبانية: Mara Santos)‏ هي راكبة الكنو إسبانية، ولدت في 25 مايو 1969 في Velilla del Río Carrión ‏ في إسبانيا.